# Sunthorn Phu
Sunthorn Phu (Rayong, 1786 - 1855) escritor tailandés, era reconocido por componer versos y su poesía épica es popular en Tailandia hasta el día de hoy. Sus obras incluyen Nirat Phukhao Thong, Nirat Suphan y la saga de Phra Aphai Mani.

## Biografía
Sunthorn Phu nació en 1786. nació en la provincia de Chang Wat Rayong. La carrera de Phu como poeta real comenzó en el reinado del Rey Rama II, y cuando el rey murió, renunció al cargo y se convirtió en monje. Murió en 1855, a los 71 años.

### Novelas
- Phra Aphai Mani (พระอภัยมณี)
- Niras Phu Khao Thong (นิราศภูเขาทอง)
- Niras Mueang Krang (นิราศเมืองแกลง)
- Kho Butr (โคบุตร)